# Andros Townsend
Andros Darryl Townsend (sinh ngày 16 tháng 7 năm 1991), là một cầu thủ bóng đá chuyên nghiệp người Anh hiện đang chơi ở vị trí tiền vệ cánh cho câu lạc bộ Luton Town ở Premier League. Anh là một sản phẩm của lò đào tạo trẻ Tottenham Hotspur, Townsend được cho mượn tới 9 câu lạc bộ khác nhau trước khi về lại Spurs vào mùa giải 2013–14. Sau đó anh được bán cho Newcastle với giá 12 triệu bảng Anh vào tháng 1/2016.
Townsend lần đầu tiên được gọi vào đội tuyển U21 vào tháng 10 năm 2012. Tháng 9 năm 2013 anh được gọi vào đội tuyển quốc gia Anh. Ngày 11 tháng 10 năm 2013, anh ghi bàn trong trận đấu đầu tiên của mình cho tuyển Anh trong trận thắng 4–1 trước Montenegro.

## Thống kê sự nghiệp

### Câu lạc bộ
Tính đến ngày 21 tháng 5 năm 2017.
| Câu lạc bộ                 | Mùa giải            | Giải đấu            | Giải đấu      | Giải đấu     | FA Cup        | FA Cup       | League Cup    | League Cup   | Châu Âu       | Châu Âu      | Tổng cộng     | Tổng cộng    |
| Câu lạc bộ                 | Mùa giải            | Giải đấu            | Số lần ra sân | Số bàn thắng | Số lần ra sân | Số bàn thắng | Số lần ra sân | Số bàn thắng | Số lần ra sân | Số bàn thắng | Số lần ra sân | Số bàn thắng |
| -------------------------- | ------------------- | ------------------- | ------------- | ------------ | ------------- | ------------ | ------------- | ------------ | ------------- | ------------ | ------------- | ------------ |
| Tottenham Hotspur          | 2008–09             | Premier League      | 0             | 0            | 0             | 0            | 0             | 0            | 0             | 0            | 0             | 0            |
| Tottenham Hotspur          | 2009–10             | Premier League      | 0             | 0            | 0             | 0            | 0             | 0            | —             | —            | 0             | 0            |
| Tottenham Hotspur          | 2010–11             | Premier League      | 0             | 0            | 1             | 1            | 0             | 0            | 0             | 0            | 1             | 1            |
| Tottenham Hotspur          | 2011–12             | Premier League      | 0             | 0            | 0             | 0            | 1             | 0            | 6             | 1            | 7             | 1            |
| Tottenham Hotspur          | 2012–13             | Premier League      | 5             | 0            | 1             | 0            | 1             | 1            | 3             | 0            | 10            | 1            |
| Tottenham Hotspur          | 2013–14             | Premier League      | 25            | 1            | 0             | 0            | 1             | 0            | 7             | 1            | 33            | 2            |
| Tottenham Hotspur          | 2014–15             | Premier League      | 17            | 2            | 3             | 1            | 6             | 1            | 9             | 1            | 35            | 5            |
| Tottenham Hotspur          | 2015–16             | Premier League      | 3             | 0            | 0             | 0            | 1             | 0            | 3             | 0            | 7             | 0            |
| Tottenham Hotspur          | Tổng cộng           | Tổng cộng           | 50            | 3            | 5             | 2            | 10            | 2            | 28            | 4            | 93            | 11           |
| Yeovil Town (mượn)         | 2008–09             | League One          | 10            | 1            | 0             | 0            | 0             | 0            | 0             | 0            | 10            | 1            |
| Leyton Orient (mượn)       | 2009–10             | League One          | 22            | 2            | 0             | 0            | 2             | 0            | 2             | 0            | 26            | 2            |
| Milton Keynes Dons (mượn)  | 2009–10             | League One          | 9             | 2            | 0             | 0            | 0             | 0            | 0             | 0            | 9             | 2            |
| Ipswich Town (mượnn)       | 2010–11             | Championship        | 13            | 1            | 0             | 0            | 3             | 0            | —             | —            | 16            | 1            |
| Watford (mượn)             | 2010–11             | Championship        | 3             | 0            | 0             | 0            | 0             | 0            | —             | —            | 3             | 0            |
| Millwall (mượn)            | 2010–11             | Championship        | 11            | 2            | 0             | 0            | 0             | 0            | —             | —            | 11            | 2            |
| Leeds United (mượn)        | 2011–12             | Championship        | 6             | 1            | 1             | 0            | 0             | 0            | —             | —            | 7             | 1            |
| Birmingham City (mượn)     | 2011–12             | Championship        | 15            | 0            | 0             | 0            | 0             | 0            | 1             | 0            | 16            | 0            |
| Queens Park Rangers (mượn) | 2012–13             | Premier League      | 12            | 2            | 0             | 0            | 0             | 0            | —             | —            | 12            | 2            |
| Newcastle United           | 2015–16             | Premier League      | 3             | 1            | —             | —            | —             | —            | —             | —            | 3             | 1            |
| Crystal Palace             | 2016–17             | Premier League      | 36            | 3            | 3             | 0            | 1             | 0            | —             | —            | 40            | 3            |
| Tổng cộng sự nghiệp        | Tổng cộng sự nghiệp | Tổng cộng sự nghiệp | 200           | 21           | 9             | 2            | 16            | 2            | 31            | 4            | 256           | 29           |

1. 1 2 3 4 5  Appearance(s) in UEFA Europa League
2. ↑  Ra sân tại Football League Trophy
3. ↑  Ra sân tại Play-off Football League Championship

### Đội tuyển quốc gia
Tính đến ngày 15 tháng 11 năm 2016.
| Đội tuyển quốc gia | Năm       | Số lần ra sân | Số bàn thắng |
| ------------------ | --------- | ------------- | ------------ |
| Anh                | 2013      | 4             | 1            |
| Anh                | 2014      | 2             | 1            |
| Anh                | 2015      | 4             | 1            |
| Anh                | 2016      | 3             | 0            |
| Tổng cộng          | Tổng cộng | 13            | 3            |

### Bàn thắng quốc tế
| # | Ngày                 | Địa điểm                            | Đối thủ    | Bàn thắng | Kết quả | Giải đấu                 |
| - | -------------------- | ----------------------------------- | ---------- | --------- | ------- | ------------------------ |
| 1 | 11 tháng 10 năm 2013 | Sân vận động Wembley, Luân Đôn, Anh | Montenegro | 3–1       | 4–1     | Vòng loại World Cup 2014 |
| 2 | 9 tháng 10 năm 2014  | Sân vận động Wembley, Luân Đôn, Anh | San Marino | 4–0       | 5–0     | Vòng loại Euro 2016      |
| 3 | 31 tháng 3 năm 2015  | Sân vận động Juventus, Turin, Ý     | Ý          | 1–1       | 1–1     | Giao hữu                 |